# Eta Persei
Eta Persei (η Per), conosciuta anche con il nome tradizionale arabo di Miram, è una stella nella costellazione di Perseo distante 770 anni luce, di magnitudine apparente +3,76.
Miram è una supergigante arancione di 10 M⊙ e molto più grande del Sole; il suo diametro è 100-200 volte superiore.